# Пітогу папуанський
Піто́гу папуанський (Pitohui uropygialis) — вид співочих птахів родини вивільгових (Oriolidae). Виокремлений у 2013 році з виду пітогу іржастий (Pitohui kirhocephalus).

## Поширення
Він поширений у Новій Гвінеї та сусідніх островах. Природним середовищем існування є субтропічні або тропічні вологі низинні ліси.

## Підвиди
Містить п'ять підвидів:
- P. u. uropygialis (Gray, GR, 1862) — поширений на островах Салаваті та Місоол і на заході півострова Чендравасіх;
- P. u. brunneiceps (D'Albertis & Salvadori, 1879) — від Папуанської затоки до річки Флай (південь Нової Гвінеї);
- P. u. nigripectus van Oort, 1909 — від річки Міміка до річки Пулау (південь Нової Гвінеї);
- P. u. aruensis (Sharpe, 1877) — острови Ару;
- P. u. meridionalis (Sharpe, 1888) — на південному сході Нової Гвінеї.